# Nun ist das Heil und die Kraft
Nun ist das Heil und die Kraft (Désormais le salut et la puissance), (BWV 50), est un chœur de Johann Sebastian Bach. Son seul mouvement est évidemment trop court pour remplir une fonction liturgique complète, ce qui suggère qu'il constituait la première ou la dernière partie d'une cantate aujourd'hui perdue. La pièce est écrite pour un orchestre particulièrement étoffé, ce qui indique qu'elle a été composée pour une occasion spéciale, probablement pour la fête de l'archange saint Michel. Pour cette destination liturgique, trois autres cantates ont franchi le seuil de la postérité : les BWV 19, 130 et 149. La cantate aurait alors été jouée le mercredi 29 septembre 1723. La partition indique deux chœurs à quatre voix chacun, trois hautbois, trois trompettes, timbales, deux violons, alto et basse continue (orgue). Elle dure environ quatre minutes. Le texte «Nun ist das Heil und die Kraft" est tiré de Apocalypse 12:10.

## Histoire
Le choral Nun ist das Heil und die Kraft a fasciné les chercheurs en raison de son origine incertaine : il n'existe pas de manuscrit autographe et les premières copies existantes ne mentionnent pas le nom de Bach. En 1982, le musicologue William Scheide a émis l'hypothèse que la version pour double chœur que nous connaissons pourrait être l'arrangement d'un chœur à cinq voix de Bach aujourd'hui perdu. Cette explication se fonde sur plusieurs étapes inhabituelles dans le BWV 50, difficilement compatibles avec le style de Bach notoirement précis.
Le musicologue Alfred Dürr suggère que le BWV 50 pourrait avoir à l'origine commencé comme un chœur à cinq voix, avec les altos divisés en deux. La version actuelle, selon Dürr, pourrait être le résultat d'une expansion subséquente pour double chœur. Un examen de la partition montre des accords atypiques doublés, signe que certaines parties ont été surajoutées à un modèle préexistant de taille inférieure.
En 2000, le musicologue Joshua Rifkin fait valoir que la solution la plus plausible serait que le choral ne serait pas complètement de Bach mais qu'un contemporain inconnu (peut-être un de ses enfants ou un élève) pourrait avoir pris part à la composition. La question est toujours débattue.

## Livret
Chœur

Nun is das Heil und die Kraft

Und das Reich und die Macht unsers Gottes

Seines Christus worden, weil der verworfen ist,

Der sie verklagete Tag und Nacht vor Gott.